# 東京都立王子総合高等学校
東京都立王子総合高等学校（とうきょうとりつ おうじそうごうこうとうがっこう）は、東京都北区滝野川三丁目にある都立高等学校。

## 設置学科
- 総合学科

## 概観
昨今における学生の多様化への対応を目的とし、東京都は総合学科高等学校の設立を決定。

2009年3月東京都立王子工業高等学校の閉校後、準備期間を経て同跡地に2011年4月開校した。